# باشگاه فوتبال آوینوز یونایتد
آوینوز یونایتد یک باشگاه فوتبال حرفه‌ای از کینگزتاون، سنت وینسنت و گرنادین‌ها است. آنها در حال حاضر در لیگ برتر کشور بازی می‌کنند.